# NGC 6977
NGC 6977 é uma galáxia espiral barrada (SBb) localizada na direcção da constelação de Aquarius. Possui uma declinação de -05° 44' 45" e uma ascensão recta de 20 horas, 52 minutos e 29,6 segundos.
A galáxia NGC 6977 foi descoberta em 20 de Julho de 1863 por Albert Marth.